# فرانسیس ویلیام آستن
فرانسیس ویلیام آستن (انگلیسی: Francis Austen; ۲۳ آوریل ۱۷۷۴ – ۱۰ اوت ۱۸۶۵) افسر اهل پادشاهی متحد بریتانیای کبیر و ایرلند بود. وی همچنین برندهٔ جوایزی همچون نشان حمام شده‌است.
او افسر نیروی دریایی سلطنتی و برادر بزرگتر جین آستن رمان‌نویس بود. او به عنوان فرمانده کشتی اسلوپ پترل، حدود ۴۰ کشتی را تصرف کرد، در تصرف یک اسکادران فرانسوی حضور داشت و در جریان جنگ‌های انقلاب فرانسه، رهبری عملیاتی را بر عهده داشت که در آن کشتی فرانسوی لینگوریل به اسارت درآمد و دو کشتی دیگر در نزدیکی مارسی به ساحل رانده شدند.
در آغاز جنگ‌های ناپلئونی، آستن برای تشکیل و سازماندهی یک سپاه از کشتی‌های محافظ دریایی در رامس‌گیت منصوب شد تا از نواری از سواحل کنت دفاع کند. او به عنوان فرمانده کشتی درجه سه کانوپوس منصوب شد که در آن در تعقیب ناوگان فرانسه به هند غربی و بازگشت از آن شرکت کرد و سپس در نبرد سن دومینگو جنگید و خط بادپناه کشتی‌ها را به داخل نبرد هدایت کرد. او بعداً فرماندهی کشتی درجه سه سنت آلبانس را بر عهده گرفت و قبل از سوار کردن نیروهای بریتانیایی که پس از نبرد کورونا عقب‌نشینی می‌کردند، نبرد ویمرو را از عرشه کشتی خود مشاهده کرد.  او به عنوان افسر فرمانده کشتی درجه سه الفنت خدمت کرد و در طول جنگ ۱۸۱۲، کشتی خصوصی آمریکایی اسووردفیش را به اسارت گرفت.
به عنوان یک افسر ارشد، آستن به عنوان فرمانده در ایستگاه آمریکای شمالی و هند غربی خدمت کرد.